# 宗愨
宗愨（そう かく、生年不詳 - 永光元年6月14日（465年7月22日））は、南朝宋の軍人。字は元幹。本貫は南陽郡。

## 経歴
年少のとき、叔父の宗炳に志望を問われて、宗愨は「願わくは長風に乗り万里の浪を破らん」と答えた。宗炳は「汝は富貴せず、即ち我が家を破らんかな」と評した。宗愨は14歳のとき、はじめて反乱討伐に従軍した。元嘉9年（432年）、江夏王劉義恭が征北将軍・南兗州刺史となると、宗愨はその下で広陵に駐屯した。従兄の宗綺が征北府主簿として宿直勤務していたとき、給吏の牛泰が宗綺の妾と私通したため、宗愨は牛泰を殺害した。
元嘉22年（445年）、宋が林邑を征伐すると、宗愨は自ら志願して従軍した。振武将軍の号を受け、安西参軍蕭景憲の軍副をつとめ、交州刺史檀和之の下で区粟城を包囲した。林邑が将軍の范毗沙達を派遣して区粟城を救うべく来援すると、檀和之は偏軍を派遣してこれをはばもうとしたが敗れた。このため宗愨が派遣されると、宗愨は軍を数道に分け、旗を伏せてひそかに進軍し、范毗沙達を撃破した。宋軍は区粟城を陥落させ、象浦に入った。林邑王范陽邁2世は麾下の全軍と象兵を動員して宋軍の進撃を止めようとした。宗愨は「吾は師子が百獣を威服せしむと聞く」といい、獅子の形をかたどったものを立てて防禦させると、象は驚いて逃走し、林邑の兵は混乱して敗走した。宋軍は林邑国都を陥落させ、大量の珍宝雑資を略奪したが、宗愨はひとつも手をつけることなく、文帝を感心させた。
後に宗愨は隨郡太守となった。雍州の少数民族たちが郡県を侵すと、沈慶之が宗愨や柳元景らの諸将を率いて攻撃し、これを撃破した。また南新郡の少数民族の首長の田彦生が部衆を率いて反乱を起こし、郡城を焼いて白楊山に拠った。柳元景がこれを攻めたが下せず、宗愨が部下を率いて先頭に立って戦うと、反乱を鎮圧することができた。元嘉30年（453年）3月、劉劭を討つべく武陵王劉駿が起兵すると、宗愨は南中郎諮議参軍となり、中兵を兼ねた。4月、劉駿（孝武帝）が即位すると、宗愨は左衛将軍の号を受け、洮陽侯に封じられた。7月、広州刺史に任じられた。孝建3年（456年）2月、平西将軍・監五州諸軍事・豫州刺史となった。
大明3年（459年）、竟陵王劉誕が広陵に拠って反乱を起こすと、宗愨は建康を訪れて討伐を志願した。孝武帝がこれを許すと、宗愨は沈慶之の下で従軍した。反乱が平定されると、宗愨は入朝して左衛将軍となった。大明5年（461年）、落馬して足を骨折し、朝勤に耐えられないため、職任を退いて光禄大夫となり、さらに金紫光禄大夫の位を加えられた。宗愨は良質の牛を保有しており、官が買い上げようとしたが売るのを認めなかったため、罪に問われて免官された。大明6年（462年）9月、中護軍として官に復帰した。大明8年（464年）7月、寧蛮校尉・雍州刺史に任じられ、都督の任を加えられた。
永光元年6月乙亥（465年7月22日）、死去した。征西将軍の位を追贈された。諡は粛侯といった。
子に宗羅雲があった。

## 伝記資料
- 『宋書』巻76 列伝第36
- 『南史』巻37 列伝第27